# Beck (músico)
Bek David Campbell (Los Ángeles, California, 8 de julio de 1970), conocido en el mundo artístico como Beck Hansen o Beck es un músico, cantante, compositor y multinstrumentista de Estados Unidos. Con su sonido experimental, Beck saltó a la fama en la década de 1990 con su estilo lo-fi, y se hizo conocido por crear collages musicales de una amplia gama de estilos. Sus grabaciones abarcan todo tipo de estilos como folk, funk, soul, rock alternativo, hip-hop, electrónica, country y psicodelia. Beck ha lanzado catorce álbumes de estudio, así como varios sencillos no incluidos en sus discos y un libro de partituras.
Beck, a quien no le interesaban demasiado los estudios académicos, creció escuchando un sinfín de diversos sonidos, tanto folk, como blues, country, rock, pop, psicodelia o jazz, algo clave para su desarrollo como músico. A mediados de los años 80 comenzó a actuar en locales de su ciudad natal y a grabar sus primeras producciones caseras, como el demo Banjo Story. En Nueva York, se había impulsado el movimiento anti-folk, una serie de artistas que intenta reavivar esta música tradicional, esencialmente acústica, con actitudes punk. 
Beck –al igual que otros como Jeff Lewis, Adam Green, Ben Kweller o Regina Spektor– se apuntó a esta corriente. Se mudó a la Gran Manzana en 1989 y allí fue moldeando sus trazas como artista. Poco tiempo más tarde retornó a California a interpretar folk tocado con su gorro, con la guitarra acústica y la armónica. Pronto llamó la atención de Tom Rothrock y Rob Schnapf, quienes le pusieron en manos del productor Karl Stephenson (productor de los Geto Boys) para grabar en Bongload Records varios temas.
Con una gran variedad de estilos musicales, irónicas letras de canciones, posmodernos arreglos que incorporan samples, cajas de ritmos, instrumentos y efectos de sonido en vivo, Beck ha sido aclamado por los críticos a lo largo de su carrera musical como uno de los músicos más creativos e idiosincrásicos de 1990 y 2000. Artista ganador cuatro veces del platino, se hizo popular en la cultura underground con sus primeras obras, que combinaba la crítica social (como en "MTV Makes Me Want to Smoke Crack" y "Deep Fried Love") con la experimentación musical y lírica. 
La primera vez que ganó amplia atención del público fue por su sencillo "Loser", un éxito de 1994. Dos de las grabaciones más populares y aclamadas de Beck son Odelay (1996) y Sea Change (2002). Odelay fue galardonado con el álbum del año por la revista estadounidense Rolling Stone y en Reino Unido por las revistas NME y Mojo. Este álbum también recibió una nominación al Grammy como Álbum del año. Tanto Odelay como Sea Change aparecieron en la lista de Los 500 mejores álbumes de todos los tiempos según Rolling Stone. En febrero de 2014, Beck lanzó el álbum Morning Phase, con el cual ganó el Premio Grammy en la categoría Álbum del año, el 8 de febrero de 2015. Pronto después en 2017 lanzaría Colors la cual habría ganado 2 Grammys en 2019 como mejor álbum de música alternativa y mejor arreglo para álbum, no clásica. En 2019 lanzaría Hyperspace, con colaboración con el rapero y músico estadounidense Pharrell Williams. Pronto después en 2020 lanzaría una edición especial del mismo álbum llamado Hyperspace (2020), sin embargo, ese mismo año tuvo que cancelar varios conciertos y las reprogramó a una fecha posterior debido a la pandemia de COVID-19. Hasta el momento es su último trabajo.

## Primeros años
Beck nació el 8 de julio de 1970 en la ciudad de Los Ángeles, California (Estados Unidos). Su verdadero nombre es Bek David Campbell, adoptando el apellido materno cuando sus padres se separaron. Desde pequeño, Beck estuvo influido por su padre, David Campbell, un músico de bluegrass callejero, director y arreglista musical. La madre de Beck es la artista visual y empleada administrativa, Bibbe Hansen, hija de la poeta y showgirl Audrey Hansen y del artista Al Hansen y miembro de la factoría de Andy Warhol que, antes de concebir a Beck, Bibbe había protagonizado un corto cinematográfico del neoyorquino titulado “Restaurant” (1965). 
Viviendo con su madre y su hermano, se crio en los suburbios de Los Ángeles, donde absorbió el hip-hop cada vez más creciente como breakdancer. Su padre es de origen escocés y su madre es mitad Noruega, una cuarta parte judía y una cuarta parte Sueca. Beck también vivió en Kansas con sus abuelos (su abuelo paterno era un pastor presbiteriano) y con su abuelo materno, el artista de collage visual de la escuela de arte Fluxus, Al Hansen, en Inglaterra.

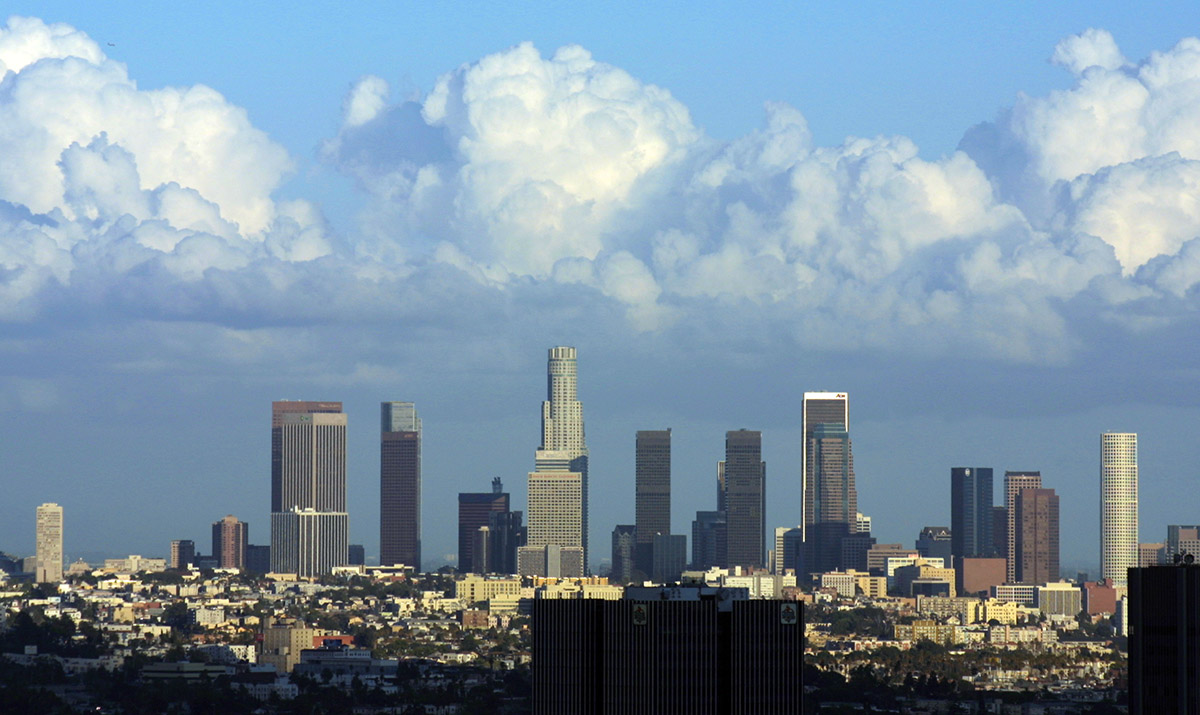
Los Ángeles, ciudad donde nació Beck.

Cuando sus padres se separaron cuando tenía diez años, Beck se quedó con su madre y su hermano en Los Ángeles, donde fue influenciado por la variada oferta musical de la ciudad — todo, desde hip hop a la música latina y la escena artística de su madre. Beck obtuvo su primera guitarra a los 16 años y se convirtió en un músico de la calle, tocando a menudo covers de Lead Belly en el parque Lafayette. 
Durante su adolescencia, Beck descubrió la música de Sonic Youth, Pussy Galore y X, pero seguía estando desinteresado en la mayoría de la música fuera del folk. La primera música contemporánea que hizo una conexión directa con Beck fue el hip hop, que se escuchó primero en registros de Grandmaster Flash en la década de 1980. Al crecer en un barrio predominantemente Latino, encontró un niño blanco solamente en su escuela, y rápidamente aprendió breakdance. 
Beck creció fascinado después de escuchar un disco de Mississippi John Hurt en casa de un amigo, y pasaba horas en su habitación, tratando de emular el finger picking del guitarrista de country blues. Poco después, Hansen había explorado el blues y folk, descubriendo a Woody Guthrie y Blind Willie Johnson.
Abandonó la escuela secundaria en 1987, durante su primer año, atribuyéndola a sus circunstancias, Beck considera que la escuela era importante, pero que se sentía inseguro allí. Se presentó en la nueva escuela secundaria de artes escénicas pero fue rechazado. Frecuentaba el Los Angeles City College y su biblioteca, registros y libros y partituras. 
Consiguió una identificación falsa con el fin de sentarse en clases, y entabla amistad con un instructor de literatura poética y su esposa. Después de dejar la escuela a los 16 años se mudó a Nueva York en 1989, aunque no le resultó posible unirse a la escena punk de esa ciudad. Por este motivo, Beck volvió a Los Ángeles y realizó sus primeras presentaciones en clubes como Raji’s y Jabberjaw.

## Carrera

### 1993: Inicios
Beck comenzó como músico de folk, conmutación entre country blues, delta blues y folk más tradicional. Él comenzó a tocar en los autobuses de la ciudad, a menudo covers de Mississippi John Hurt junto con composiciones originales, a veces de improvisación. También estaba en una banda llamada Youthless que organizó eventos en las cafeterías de la ciudad. En 1988, grabó un casete, Banjo Story, que desde entonces solo ha estado disponible en ediciones no autorizadas.
Después de dejar la escuela secundaria a mediados de los años 1980, Beck viajó a Europa y desarrolló su talento musical como músico de la calle. En Alemania, pasó tiempo con su abuelo Al Hansen. A Finales de los años 1990 volvió a Nueva York, donde se estaba desarrollando el movimiento Anti-folk, influido por el punk. En 1989, con 17 años, Beck cogió un autobús a la ciudad de Nueva York con poco más de ocho dólares y una guitarra. 
Después de una ruptura con su novia, la poeta Rain Spurlock, pasó el verano intentando encontrar un trabajo y un lugar para vivir con poco éxito. Beck finalmente comenzó a frecuentar el Lower East Side de Manhattan y tropezó con el final de la primera ola de la escena folk de East Village. 
Beck se involucró en la cuadrilla suelta de músicos acústicos — incluyendo Cindy Lee Berryhill, Kirk Kelly, Paleface y Lach, encabezada por Roger Manning— cuya irregularidad y excentricidad los colocaron fuera de la corriente acústica. Inspirado en esa libertad y por el realismo descarado de Manhattan de intérpretes de la palabra hablada, Beck empezó a escribir canciones surrealistas acerca de pizza, MTV, y trabajar en un McDonalds, permitiendo incluso los pensamientos más aparentemente triviales para convertirse en canciones. Hansen era compañero de habitación con Paleface, dormía en su cama y asistían a noches de micrófono abierto juntos. 
Asustado por la perspectiva de otro invierno sin hogar en Nueva York, Beck regresó a su casa de Los Ángeles a principios de 1991; vivió en un cobertizo e hizo una serie de trabajos mal pagados (trabajando incluso en una ocasión como recogedor de hojas y en un videoclub en Silver Lake), mientras continuaba desarrollando su música. Durante este tiempo deambuló por todas partes de Los Ángeles, de clubes de punk a cafeterías —Al's Bar, Raji's y Jabberjaw— e incluso tocó en las calles, junto con otros artistas underground como Ethyl Meatplow y That Dog. También en esta época, conoció a Chris Ballew (fundador de The Presidents of the United States of America), con quien tocó en la calle durante un tiempo. Algunas de sus grabaciones más tempranas las consiguió trabajando con Tom Grimley en Poop Alley Studios, una parte de WIN Records.
Prácticamente un desconocido para el público y un enigma para quienes lo conocieron, Beck subía a escenarios de locales de "inmersiones punk" a tocar "extrañas canciones folk" acompañadas por "lo que pudiera describirse mejor como arte de performance" mientras a veces usaba una máscara de stormtrooper de Star Wars. Hansen encontró a alguien que se ofreció ayudarlo a grabar demos en su sala de estar, y él comenzó a pasar cintas de casete.También ha recibido colaboración del artista John Acosta.
Finalmente, Beck ganó impulsores claves en Margaret Mittleman, director de la costa oeste de adquisiciones de talento para BMG Music Publishing, y los socios detrás del sello independiente Bong Load Custom Records: Tom Rothrock, Rob Schnapf y Brad Lambert. Schnapf vio a Hansen tocar en Jabberjaw y sintió que sería adecuado para su pequeña empresa. Beck había expresado un interés suelto en el hip-hop, y Rothrock le presentó a Carl Stephenson, un productor de Rap-A-Lot Records. En 1992, Hansen visitó la casa de Stephenson para colaborar. El resultado — la pista deslizante-muestreo hip hop "Loser" — fue un experimento único que Hansen apartó, volviendo a sus canciones folk, haciendo sus cintas caseras, y lanzando varios sencillos independientes. 
En 1993 Beck publicó su primer álbum de estudio, Golden Feelings, en la discográfica Sonic Enemy de Peter Hughes. Solo fue al principio publicado en casete (aunque más tarde en CD en cantidades limitadas). Se estima que solo se hicieron entre 500 y 750 copias, lo que lo ha convertido en un objeto raro.

### 1993-1996:"Loser",Mellow Gold, y álbumes independientes
En 1993 Bong Load Custom Records (propiedad de Tom Rothrock, Rob Schnapf, y Bradshaw Lambert) contratan a Beck. En aquel tiempo, Beck estaba viviendo en un galpón infestado de ratas cerca de un callejón de Los Ángeles con poco dinero. Su primer lanzamiento para Bong Load fue "Loser", una colaboración entre el productor de hip hop Carl Stephenson y Beck. El sencillo fue lanzado en marzo de 1993 en vinilo 12" con solo 500 copias impresas. Beck opinó que "Loser" (en español "Perdedor") era mediocre y solo accedió a su liberación ante la insistencia de Rothrock. 
La canción fue emitida en el emblemático programa de la emisora de radio KCRW de Santa Mónica, Morning Becames Eclectic, por su presentador Chris Douridas convirtiéndose en una sensación. La canción se extendió luego a Seattle a través de KNDD y KROQ-FM comenzó a reproducir la canción a casi cada hora. 
Como Bong Load luchó para presionar más copias de "Loser", más exposición y la posterior actuación en directo el 23 de julio de 1993, condujo a una guerra de ofertas entre las compañías discográficas para contratar a Beck.. En noviembre, durante la feroz guerra para contratarlo, Beck pasó varios días en Olympia, Washington, grabando material con Calvin Johnson de Beat Happening, que sería liberado al año siguiente bajo el nombre One Foot in the Grave, por la discográfica K Records (perteneciente al mismo Calvin Johnson).

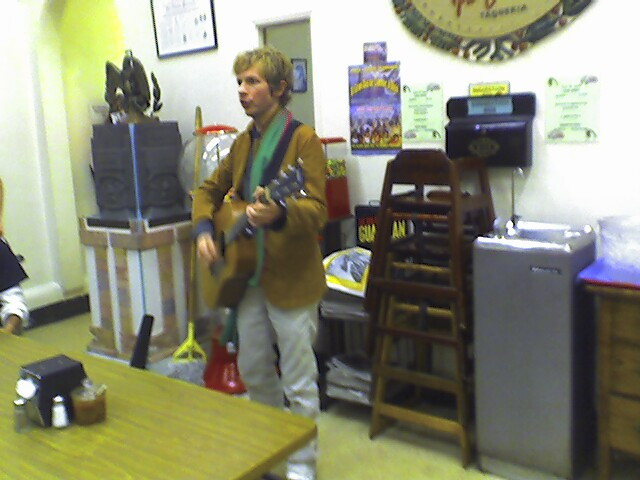
Beck en Pancho Villa Taqueria, San Francisco.

Finalmente, Beck eligió a Geffen Records, quien le ofreció términos que incluye un subsidio para el lanzamiento de discos independientes bajo contrato. De entre todas las compañías que ofrecieron un contrato a Beck (Warner Bros, Capitol, etc), la de Geffen le ofreció la menor cantidad de dinero, pero la mayor libertad creativa, permitiéndole liberar material a través de etiquetas independientes como Flipside. A principios de 1994, Beck lanza un EP de diez pulgadas llamado A Western Harvest Field by Moonlight en Fingerpaint Records, y el 22 de febrero del mismo año, Flipside Records publicaron Stereopathetic Soul Manure. Un álbum de 25 pistas que contiene las favoritas de los fanes "Satan Gave Me a Taco", "Rowboat", y "Thunderpeel", así como pistas habladas, grabaciones de ruidos, y grabaciones en vivo. Johnny Cash registraría más tarde "Rowboat" y lo incluiría en su álbum de 1996 Unchained. "Satan Gave Me a Taco" fue reconocido por Allen Ginsberg como de sus trabajos contemporáneos favoritos de poesía de música pop. En marzo de 1994, Geffen publicó el álbum debut de Beck en una gran compañía discográfica, Mellow Gold. 
El álbum, creado por Rothrock de Bong Load, así como Carl Stephenson, convirtió a Beck en un fenómeno de masas. la grabación alcanzó las posiciones más altas en las listas de la revista Spin, de Robert Christgau, en la Rolling Stone's Album Guide y en AllMusic. El álbum incluyó el ya mencionado sencillo "Loser". Por aquel entonces, "Loser" ya estaba en el top 40 y su video en Buzz Bin de MTV. La canción ascendió rápidamente en las listas de los Estados Unidos, alcanzando el puesto número 10 en el Billboard Hot 100 y encabezando la lista de Modern Rock Tracks. La canción alcanzó la popularidad también en el Reino Unido, Australia, Nueva Zelanda y en toda Europa. Los críticos, sintiéndola como la continuación de "Creep" de Radiohead, denominaron a "Loser" como un himno de la Generación X, aunque Beck negó furiosamente tal acusación. 
Beck sufrió una reacción inevitable, con los escépticos que lo vieron como un falso autoindulgente y la última oportunidad de marketing. En el verano 1994, Beck luchaba y muchos de sus músicos del mismo tipo creían que había perdido su camino. Combinado con el video musical de la canción y el world tour, Beck reaccionó creyendo que la atención no podía durar, pensando que solo resultaría ser un One-hit wonder. El 27 de junio, la discográfica independiente K Records situada en Olympia, Washington publicó el tercer álbum de Beck de 1994, One Foot in the Grave. 
La grabación presentó a varios músicos notables de la escena de música independiente, incluyendo a Calvin Johnson de Beat Happening, Chris Ballew de The Presidents of the United States of America, y los miembros de Built to Spill Scott Plouf y James Bertram. Sam Jayne, que toco en el grupo de Olympia Lync con James Bertram, también aparece en el álbum. Beck tuvo en 1994 una gira mundial, seguido por un lugar en el escenario principal de la gira de Lollapalooza de 1995. 
Beck ganó el respeto de sus compañeros, como Tom Petty y Johnny Cash y creó una onda entera de bandas decididas a recuperar el sonido de Mellow Gold. Sintiendo que sus lanzamientos anteriores fueron solo colecciones de demos grabados en el transcurso de varios años, Beck deseaba entrar en el estudio y grabar un disco en una forma lineal continua, que se convirtió finalmente en Odelay.

### 1996-1999:OdelayyMutations
Cuando llegó el momento de grabar la continuación de Mellow Gold, Beck contrató a Rothrock y Schnapf como productores y comenzó a grabar un álbum de números acústicos malhumorados, discreto para exhibir sus composiciones. Beck mezcla country, blues, rap, jazz y rock en Odelay, el resultado de un año y medio de febril "cortar, pegar, curso, doblaje, y, por supuesto, muestras". Cada día, los músicos empezaban desde cero, a menudo trabajando en canciones durante 16 horas directamente. 
El concepto de Odelay comenzó en un álbum de estudio inacabado que Beck primero emprendido tras el éxito de "Loser", una crónica de la difícil época que él experimentó: "Hubo un ciclo de todos muriendo a mi alrededor", recordó más tarde. Estaba grabando constantemente y finalmente armando un álbum de canciones folklóricas sombrías, orquestadas, algo que, quizás, "podría haber sido un bombazo comercial junto con la temática similar de los trabajos de Smashing Pumpkins, Nine Inch Nails y Nirvana". En cambio, Beck dejó una sola canción del proyecto en Odelay —"Ramshackle"— y dejó de lado el resto. Finalmente, Beck aplazó el álbum y buscó un enfoque más optimista. Fue así como contrató a The Dust Brothers, los productores del álbum Paul's Boutique de los Beastie Boys, cuya producción de cortar y pegar, muestras-heavy, fue la adecuada visión de Beck para un álbum más divertido y accesible.
El resultado, Odelay, lanzado el 18 de junio de 1996, fue un gran éxito y recibió elogios de la crítica. El sencillo, '"Where It's At"', recibió mucha cobertura radiofónica, y su vídeo fue muy emitido en MTV. Antes de que finalizara el año, Odelay fue alabado por la revista Rolling Stone, apareció en innumerables listas de "Best of", fue elegido por los críticos de la Pazz & Jop como "El álbum del Año", y ganó varios premios de industria, incluso dos Grammys por mejor álbum de música alternativa, así como otro por la mejor interpretación vocal de rock masculina por "Where It's At". Además de "Where It's At", otros tres sencillos del álbum fueron publicados: "Devils Haircut", "Jack-Ass", "Sissyneck", y "The New Pollution". En el curso de una semana frenética en enero de 1997, consiguió sus nominaciones al premio Grammy, apareció en Saturday Night Live y en el show de Howard Stern, e hizo un trote de último minuto en The Rosie O'Donnell Show. 
Beck disfrutó, pero estaba, como varios ejecutivos en Geffen, desconcertado por el éxito de Odelay. A menudo se lo reconocía en público, lo que le hacía sentir extraño. "Es raro. No se siente bien. No parece natural para mí. No creo que nací para eso. Nunca fui bueno en eso", dijo más tarde en Pitchfork. Odelay vendió 2 millones de copias y pone a las críticas que consideraban a Beck un one-hit wonder a descansar. Durante este tiempo, contribuye con la canción "Deadweight" en la banda sonora de la película A Life Less Ordinary (1997).
Al no haber estado en un estudio adecuado desde "Deadweight", Beck se sentía ansioso de "entrar y hacer algunas cosas muy rápido" y comenzó compilando varias canciones que había tenido durante años, algunas que se remontan a principios de 1994. Odelay fue seguido por la publicación de Mutations en 1998. Se grabó en poco más de dos semanas, durante las cuales Beck y sus compañeros grabaron una canción diaria, produciendo finalmente catorce canciones, aunque solo doce quedaron en el álbum. 
El álbum fue producido por Beck y Nigel Godrich (productor del álbum OK Computer de Radiohead el año anterior) y se cree que ha sido pensado como un paliativo ante el próximo álbum. Godrich salía de Estados Unidos para Inglaterra en poco tiempo, lo que condujo a una producción rápida del álbum — "No mirando hacia atrás, no alterando nada". 
El objetivo del registro era capturar la actuación de los músicos en vivos, un grito lejano característico de la estética de cortar y pegar de Odelay. Mutations fue una salida de la densidad electrónica de Odelay y muestra fuertes influencias de folk y blues. Aunque el álbum fue originalmente programado para ser lanzado por Bong Load Records, Geffen intervino y publicó el álbum contra los deseos de Beck. 
El artista entonces trató de anular sus contratos con las dos compañías discográficas, y a su vez los sellos lo demandaron por incumplimiento de contrato. El litigio se prolongó durante años y aún no está claro hasta el día de hoy si ha sido completamente resuelto. Beck más tarde recibió el premio al "mejor interpretación de música alternativa" por Mutations en los 42nd Grammy Awards.

### 1999-2002:Midnite Vultures

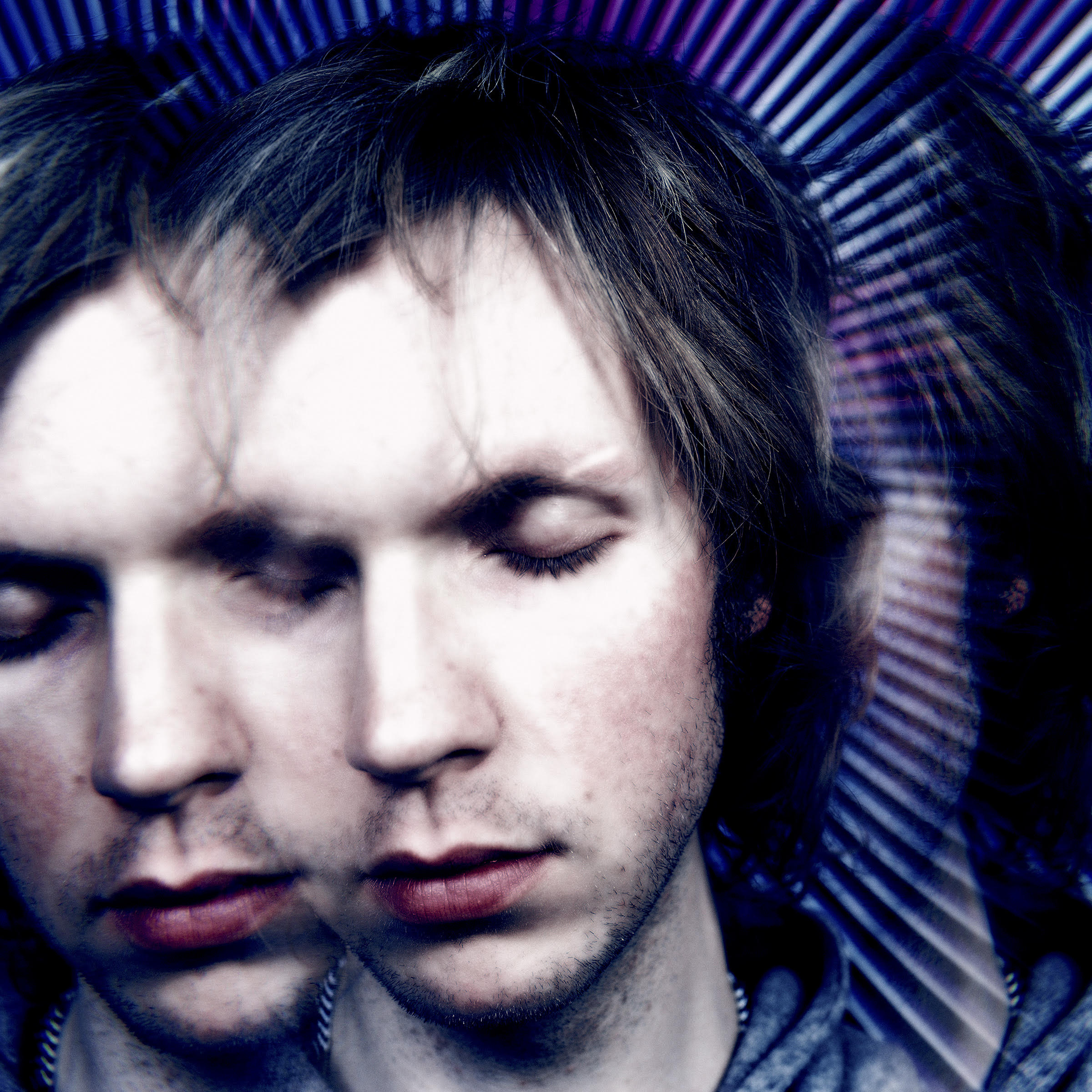
Beck fotografiado por Oliver Mark, Hamburgo 2000

Midnite Vultures, el siguiente esfuerzo de Beck en el estudio, fue originalmente grabado como un álbum doble, y más de 25 canciones terminadas quedaron atrás. En el estudio, Beck y los productores estudiaron hip hop contemporáneo y R&B, específicamente R. Kelly, con el fin de abrazar e incorporar esas influencias al modo que Al Green y Stax records habían hecho en décadas anteriores. En el julio de 1998, un grupo de músicos comenzó a reunirse en la casa de Beck localizada en Pasadena, California: el bajista Justin Meldal-Johnsen, el tecladista Roger Joseph Manning Jr., y los productores-ingenieros Mickey Petralia y Tony Hoffer. Decenas de músicos tocaron en las sesiones, como el padre de Beck, David Campbell, que tocó la viola y fue arreglista de algunas cuerdas. 
En noviembre de 1999, Geffen liberó el muy esperado Midnite Vultures, que atrajo a confusión: "los aficionados y críticos equivocadamente se preocuparon en saber si (el álbum) era serio o una broma", y como resultado, The New York Times escribió que el álbum "nunca conquistó al público que se merecía". El disco fue apoyado por una extensa gira. Para Beck, fue como volver a los altos rendimientos energéticos que había sido su marca registrada en el Lollapalooza. 
El decorado en vivo incluyó una cama roja que descendía desde el techo para la canción "Debra", y la banda itinerante fue complementada por unos instrumentos de metal. Midnite Vultures fue denominado como el "Mejor Álbum" en los 43.os Annual Grammy Awards.
En el año 2000, Bill Gates y su compañía Microsoft estaban preparando el lanzamiento de sus nuevos sistemas operativos Windows 2000 y Windows ME, y junto a ellos el nuevo reproductor Windows Media Player 7. Beck firmó con Bill Gates para que la canción Beautiful Way del álbum Midnite Vultures fuese incluida de forma parcial en la nueva versión del programa, junto con un banner con el enlace al sitio Web de Beck; también está en la posterior versión Windows Media Player 7.1.
Beck liberó varios B-sides y bandas sonoras, incluyendo "Midnite Vultures" (curiosamente, no se encuentra en el álbum del mismo nombre), "Diamond Dogs” de David Bowie para la película Moulin Rouge!, y un cover de la banda The Korgis "Everybody's Got to Learn Sometime", que apareció en Eternal Sunshine of the Spotless Mind de 2004 y en el último episodio de la primera temporada de Dollhouse. En 2000 se lanza el álbum Stray Blues: A Collection of B-Sides, una colección de B-sides solo disponible en Japón. También se le atribuye las voces en las canciones "Don't Be Light" y "The Vagabond" (así como la armónica en esta última) en el álbum del 2001 10 000 Hz Legend de la banda francesa Air. Cantó a dúo con Emmylou Harris la canción “Sin City” en Return of the Grievous Angel: A Tribute to Gram Parsons. El mismo año, se lanza el EP Beck (también llamado Beck.com B-Sides), que consiste en Lados B a partir de la era de Midnite Vultures. El EP solo estaba disponible en el sitio web de Beck, y solo 10 000 copias fueron impresas.

### 2002-2004:Sea Change
En el año 2000, Beck y su prometida, la estilista Leigh Limon, terminaron su relación de nueve años. Beck entró en un período de melancolía e introspección, durante los cuales escribió las pistas sombrías y acústica más tarde encontradas en Sea Change. Beck se alejó de las canciones para evitar hablar sobre su vida personal, así como concentrarse en la música y "no derramar mi equipaje en el vestíbulo público". 
Finalmente, sin embargo, encontró que las canciones hablaban de una experiencia (una ruptura de relación) que es común, y que no parecería auto-indulgente grabarlas. En 2001, Beck se desvió hacia las canciones y llama a su frecuente productor Nigel Godrich.
En 2002, Beck lanzó Sea Change. En un principio, los analistas predijeron que el álbum no recibiría apoyo en las radios debido a su estilo, pero resultó ser un éxito y se convirtió en el primer álbum de Beck en estar en el Top 10 de los EE. UU. alcanzando el puesto #8. El álbum también recibió la aclamación de la crítica, ganando cinco estrellas en la Rolling Stone (la posición más alta de la revista) y se colocó segundo en la Pazz & Jop en 2002. La Rolling Stone dijo sobre el disco: "El mejor álbum que Beck ha hecho [... ] un impecable álbum sobre la verdad y la luz del final de una historia de amor. Este es su Blood on the Tracks". El álbum incluye arreglos de cuerdas por el padre de Beck, David Campbell y una mezcla densa sónicamente reminiscente a Mutations. 
Aunque algunos sencillos fueron soltados para la radio, ningún sencillo comercial fue lanzado. En agosto de 2002, antes de la liberación de Sea Change, Beck se embarcó en una gira acústica en solitario por pequeños teatros y salas, durante la cual interpretó varias canciones del próximo álbum. En el período posterior a la liberación de Sea Change, The Flaming Lips fue la banda de apertura y acompañamiento. Beck era juguetón y enérgico, a veces tocando covers improvisados de The Rolling Stones, Big Star, The Zombies y The Velvet Underground. Este mismo año escribe junto a Sia "The Bully"
Tras su lanzamiento, Beck sentía que sus más recientes composiciones eran bocetos para algo más evolucionado en la misma dirección y escribió casi 35 canciones más en los próximos meses, manteniendo los demos en una maleta. Durante su gira en solitario, las cintas se quedaron detrás del escenario durante una parada en Washington D. C., y Beck nunca fue capaz de recuperarlas lo cual fue desalentador para el músico. Como resultado, Beck tomó un descanso y no escribió composiciones originales en 2003. 
Aunque sintiendo que le llevaría un rato "volver a ese territorio [de composición]", él entró en el estudio con los Dust Brothers para completar un proyecto que se remonta a Odelay. Casi la mitad de las canciones habían existido desde la década de 1990. Beck coescribió con William Orbit la canción "Feel Good Time" que fue grabada por la cantante Pink para su inclusión en la banda sonora de la película del 2003, Los ángeles de Charlie: Al límite. Beck también grabó la canción de Bruce Haack titulada "Funky Lil Song" para el álbum Dimension Mix.

### 2005-2007:GueroyThe Information

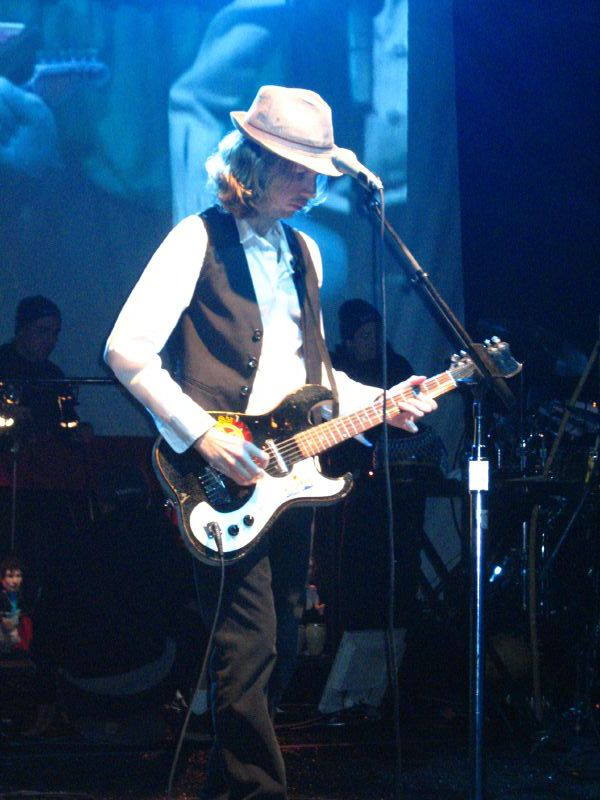
Beck en 2006.

En 2004, Beck volvió a los estudios para trabajar en su sexto álbum de estudio. Se registró en el lapso de nueve meses durante los cuales varios eventos significativos ocurrieron en su vida: su novia, Marissa Ribisi, quedó embarazada; se casaron; su hijo, Cosimo, nació; y se mudaron de Silver Lake. El registro, Guero, fue producido por los Dust Brothers, que fue notable por su uso de medidas de alta tecnología para lograr un sonido low-fi, Tony Hoffer y cuenta con una colaboración de Jack White de The White Stripes; este álbum marcó un regreso al sonido de la época Odelay. Inicialmente fue previsto para ser lanzado en octubre de 2004, pero debido a los retrasos no salió hasta marzo de 2005. Disfrutó de buenas críticas por parte de la prensa, ganando cuatro de cinco estrellas en la revista Rolling Stone, así como un reconocimiento "Critic's Choice" de New York Times. El álbum recibió una respuesta menos entusiástica de Pitchfork Media, que dirigieron un tibio y decepcionante 6.6 de 10; también recibió malas críticas por las revistas Q, Dusted y Mojo. El álbum debutó en el puesto número #2 en la lista del Billboard, empujando 162.000 copias en la primera semana y dando a Beck su mejor semana en cuanto a ventas comerciales y posiciones. Desde la puesta en libertad de Guero, el primer sencillo del álbum, "E-Pro" (que contiene un sample de batería de la canción "So What'cha Want" de The Beastie Boys), ha sido bien recibido por la comunidad roquera, recibiendo un considerable tiempo de transmisión en la radio. El segundo sencillo, "Girl", recibió una transmisión decente en las principales radios. El tercer y último sencillo del álbum fue "Hell Yes". La edición de lujo en DVD del álbum incluyó más de 100 vídeos; los espectadores podían utilizar las dos secuencias de vídeo adicionales y cuatro subimagenes para crear sus propios remixes visuales para cada pista. El paquete de DVD era tan avanzado que un pequeño porcentaje de los reproductores de DVD no pudieron acceder a ciertas pistas, debido a la complicada naturaleza de la tecnología utilizada por los artistas de vídeo D-Fuse.
El 1 de febrero de 2005, Beck lanzó un EP con cuatro remixes de las canciones de Guero por artistas independientes que utilizan sonidos desde varios dispositivos de videojuegos de 8 bits como el Game Boy. El EP, GameBoy Variations, contenía "Ghettochip Malfunction" [Hell Yes] y "GameBoy/Homeboy" [Qué Onda Guero], remezclados por la banda 8 Bits y también tenía "Bad Cartridge" [E-Pro] y "Bit Rate Variation in B-Flat" [Girl], los dos últimos siendo remezclados por Paza {The X-Dump}. Un vídeo musical para "Gameboy/Homeboy" fue hecho por Wyld File. También en este momento, Beck lanzó A Brief Overview, un álbum promocional con canciones de Guero, Sea Change, Mutations, Midnite Vultures y Odelay. Esta compilación también incluye "Ghettochip Malfunction" y dos versiones de "E-Pro", el primer sencillo de Guero. El 6 de diciembre de 2005, fue lanzado el álbum Guerolito, presentando remixes de todas las canciones de Guero remezcladas por aclamados músicos así como la carátula hecha por Marcel Dzama.

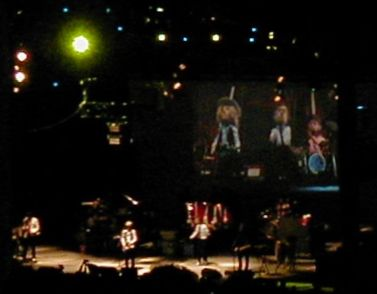
Beck tocando en el Sasquatch! Music Festival en George (Washington). Las pantallas muestran títeres que emulan a la banda a lo largo de todo el recital.

Beck tocó en el festival de música y Artes Bonnaroo en Manchester (Tennessee) el 17 de junio de 2006, con un conjunto que incluye muchas canciones de Guero. Además de su banda, Beck fue acompañado por un grupo de títeres, vestido como él y los miembros de su banda. El video en vivo de los títeres fue transmitido en pantallas a la audiencia. El espectáculo de títeres se incluyó a lo largo de su gira mundial de 2006. El séptimo álbum de estudio de Beck, The Information, que le reunió nuevamente con Nigel Godrich, fue lanzado el 3 de octubre de 2006. El álbum supuestamente tomó más de tres años para hacerse y ha sido descrito como 'cuasi hip-hop'. Beck construyó un estudio en su jardín, donde, con Nigel Godrich, escribieron muchas de las pistas. Beck describió el proceso de grabación como "doloroso", señalando que ha editado las canciones constantemente y grabó el álbum tres veces seguidas. Para el lanzamiento, Beck se permitió por primera vez satisfacer un deseo de larga duración para un lanzamiento no convencional: él hizo videos de bajo presupuesto para acompañar a cada canción, empaquetado el álbum con una hoja de pegatinas, que son utilizadas para que la gente pudiera "hacer su propia carátula del álbum". Debido a esto, The Information fue descalificado para entrar en el UK Albums Chart, pero en los Estados Unidos dio a Beck su tercer lugar consecutivo en el Top 10 del Billboard 200, alcanzando el número 7. El sencillo, "Náusea", se transmitió en las radios el 5 de septiembre de 2006. En el Reino Unido, el primer sencillo fue "Cellphone's Dead".
El sencillo "Timebomb" fue lanzado en iTunes el 21 de agosto de 2007 y la edición limitada en vinilo 12" fue lanzada el 02 de noviembre de 2007, con una versión instrumental de la canción en el lado B. En diciembre de 2007, se anunció que la canción "Timebomb" había sido nominada a un Grammy en la categoría de "Mejor interpretación vocal de rock solista".

### 2008-2012:Modern Guilty las producciones independientes
En febrero de 2008, Beck dijo en una entrevista con la revista Rolling Stone que había estado trabajando en un nuevo álbum “con un productor sin nombre" y que esperaba para ser lanzado a finales de año. A principios de marzo de 2008, el productor sin nombre fue revelado como Danger Mouse. Modern Guilt fue lanzado por Interscope en América del Norte y por XL Records en Australia y el resto del mundo. El sencillo "Chemtrails" estuvo disponible en MySpace y el sitio Web de Beck. A principios de junio, Beck realizó varias canciones del nuevo álbum en The Echo (Los Ángeles). Modern Guilt fue lanzado en julio de 2008. Una versión acústica completa de Modern Guilt, registrada en Japón, fue publicada como videos en el sitio Web de Beck en 2009.
En una entrevista de agosto de 2010 con Pitchfork Media, Beck reveló que quería lanzar al menos una canción a finales del verano. Esto culminó en canciones escritas por Beck para la banda ficticia Sex Bob-omb, en la banda sonora de película Scott Pilgrim vs. The World. El 13 de diciembre de 2010, RCRD LBL estrenó el remix hecho por Beck de Lykke Li "Get Some", y en julio de 2011, se anunció que Beck estaba trabajando en un álbum con el cantante country Dwight Yoakam y que ya grabaron algunas canciones.
En febrero y marzo de 2012, el bajista Justin Meldal-Johnsen anunció en su Twitter que “estaba trabajando en el nuevo material de Beck”, aunque no dio más detalles. El 28 de mayo, después de una larga espera, Beck lanza su nuevo sencillo "I Just Sarted Hating Some People Today" a través de Third Man Records, el sello discográfico de Jack White. Es un tema en el que colabora Jack White y que grabaron en Nashville a finales del año pasado. El sencillo tiene un corte country, pero pasando los tres minutos y medio toma un giro inesperado y adquiere un sonido funk. Además de la canción "I Just Started Hating Some People Today", Beck lanzó un disco de 7 pulgadas con otra canción: "Blue Randy". White produjo ambas canciones donde tocó la batería y participó con algunos coros. El 20 de julio, Beck dio a entender el próximo lanzamiento de un nuevo álbum de estudio en una entrevista con NME después de afirmar que había estado escribiendo nuevo material. Más adelante en la semana, Beck anunció que estaba trabajando en un nuevo LP. Beck también dijo que iba a trabajar con otros músicos como Thom Yorke de Radiohead. 
El 8 de agosto, se anunció que el nuevo álbum de Beck, Song Reader, sería puesto en libertad en diciembre de 2012. Finalmente, fue lanzado el 11 de diciembre de ese año. El álbum es un libro de veinte hojas musicales nunca antes publicadas ni grabadas. El proyecto incluye arte original de Marcel Dzama (que creó la portada del álbum Guero), Leanne Shapton, Josh Cochran, Jessica Hische, una introducción escrita por Jody Rosey (The New York Times), y un prólogo de Beck. El álbum está formado única y exclusivamente por las partituras de veinte canciones inéditas.

### 2014-presente:Morning Phase,ColorsyHyperspace
En 2013, luego de 5 años, Beck anunció que está trabajando en 2 nuevos álbumes: un disco enteramente acústico y otro más tradicional para ser el sucesor de Modern Guilt. Según reporta Rolling Stone, el disco acústico es un proyecto que Beck inició hace cuatro años y que busca dar por terminado a pesar de que ya no siente que el material sea relevante. En junio del mismo año, Beck lanzó independientemente los sencillos "Defriended", "I Won't Be Long", y, el 17 de septiembre, "Gimme", canciones que no serán parte del álbum acústico que Beck planea a lanzar a fines año. En octubre de 2013, fue anunciado que Beck firmó con Capitol Records y tiene planes de lanzar un nuevo álbum llamado Morning Phase en febrero de 2014. Morning Phase fue lanzado el 21 de febrero de 2014 a través de su nuevo sello discográfico, Capitol Records, con grandes elogios de los críticos musicales y, según un comunicado de prensa, el álbum es un "compañero" de su álbum de 2002 Sea Change.
En enero de 2015, fue anunciado que Beck encabezaría el festival de música llamado Boston Calling Music Festival en mayo de 2015. El 8 de febrero, en la entrega de los Premios Grammy de 2015, Morning Phase ganó tres premios Grammy: Álbum del año, Mejor álbum de rock y Mejor arreglo para álbum, no clásica, además de ser nominado por la canción "Blue Moon" a las categorías Mejor interpretación vocal de rock masculina y Mejor canción de rock.
El 15 de junio de 2015, Beck lanzó el primer sencillo titulado "Dreams" de su próximo decimotercer álbum de estudio. La canción fue hecha, según los informes, con el fin de tener algo animado para tocar mientras estaba de gira. Dicha canción se espera que sea parte del próximo disco del músico, el que Beck confirmó que estaría listo durante el segundo semestre de 2015 y del cual aseguró que se trataría de un trabajo “híbrido” que combinará garage rock y dance.
El 8 de septiembre de 2017, Beck lanzó el sencillo "Dear Life", que fue seguido rápidamente con el lanzamiento oficial de "Up All Night" el 18 de septiembre. Colors fue lanzado el 13 de octubre de 2017. Fue grabado en el estudio de Los Ángeles del coproductor ejecutivo Greg Kurstin, con Beck y Kurstin tocando casi todos los instrumentos ellos mismos. El disco experimental de fusión pop recibió críticas generalmente positivas de los críticos. El 18 de julio de 2018, Beck interpretó la canción principal Colors y el primer sencillo "Wow" en The Late Show with Stephen Colbert.
El 15 de abril de 2019, Beck lanzó un sencillo coproducido con Pharrell Williams titulado "Saw Lightning" de su decimocuarto álbum de estudio, titulado Hyperspace. La canción "Dark Places" fue lanzada el 6 de noviembre, y el álbum se lanzó el 22 de noviembre. El 25 de junio de 2019, The New York Times Magazine incluyó a Beck entre los cientos de artistas cuyo material, según informes, fue destruido en el incendio de Universal de 2008. En mayo de 2020, Beck canceló las fechas de su gira de 2020 debido a la crisis del COVID-19 y las reprogramó para una fecha posterior.

## Colaboraciones y aportaciones
El 18 de junio de 2009, Beck anunció que estaba iniciando un experimento llamado Record Club, en la que él y otros músicos grabarían versiones de álbumes completos en un solo día. El primer disco cubierto por Record Club de Beck fue de The Velvet Underground & Nico. A partir del 18 de junio, el Club comenzó a publicar las versiones del álbum los jueves por la noche, cada uno con su propio video. El 4 de septiembre de 2009, Beck anunció el segundo álbum versionado por Record Club, Songs of Leonard Cohen. Entre los colaboradores se incluyen a MGMT, Devendra Banhart, Andrew Stockdale de Wolfmother y Binki Shapiro de Little Joy. En el tercer proyecto de Record Club, Wilco, Feist, Jamie Lidell y Gadson James se unieron a Beck para cubrir el álbum Oar de Skip Spence. La primera canción, "Little Hands", fue publicada en el sitio web de Beck el 12 de noviembre de 2009. Record Club tiene ya versionados los álbumes de INXS y Yanni.

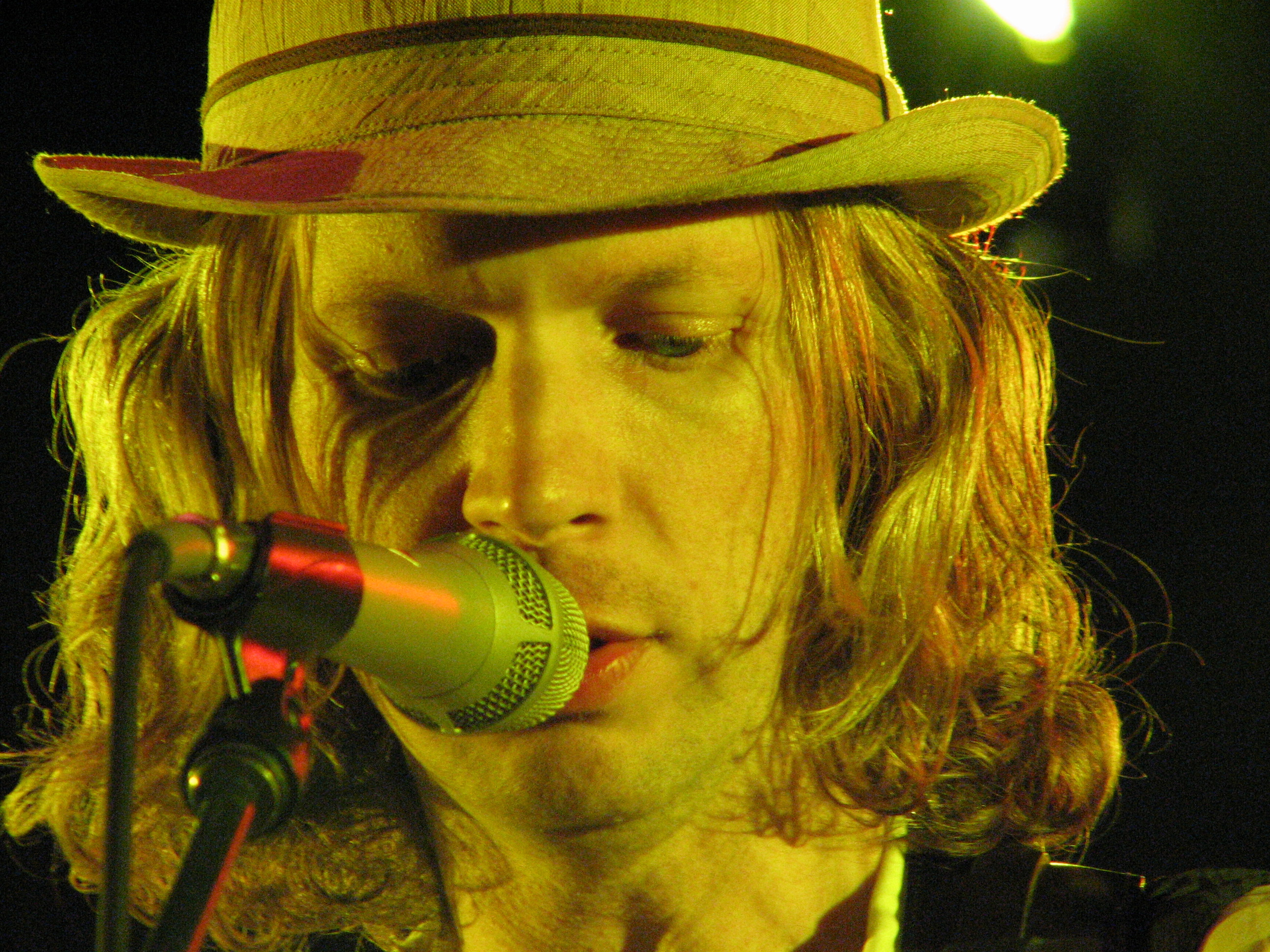
Beck en concierto, el 7 de octubre de 2006.

El 19 de junio de 2009, Beck anunció Planned Obsolescence, un programa semanal de DJ set elaborado por Beck o invitados DJs. Poco después, el 7 de julio, Beck anunció que su sitio web se ofrecen "conversaciones informales extendidas con músicos, artistas, cineastas, y de otras personas distintas" en una sección llamada Irrelevant Topics. Luego, el 12 de julio, agregó una sección llamada Videotheque, y dijo que podría contener "vídeos promocionales de cada álbum, así como videos en vivo, apariciones en programas de televisión y otras rarezas". También en 2009, Beck colaboró con Charlotte Gainsbourg en su álbum IRM, que fue lanzado en enero de 2010. Beck escribió la música, coescribió las letras, y produjo y mezcló el álbum. El primer sencillo, "Heaven Can Wait", es un dúo de Beck y Gainsbourg.
A finales de febrero de 2010, se anunció que el artista electrónico Tobacco de Black Moth Super Rainbow había colaborado con Beck en dos canciones, "Fresh Hex" y "Grape Aerosmith", en su álbum Maniac Meat. Tobacco reveló que en la fabricación del álbum, Beck envió las partes vocales a él, y que realmente nunca se conocieron. En marzo, Beck reveló que había producido canciones para el nuevo álbum de Jamie Lidell, Compass. En el verano del mismo año, Beck contribuyó con canciones para la banda sonora de The Twilight Saga: Eclipse, con "Let's Get Lost" (a dúo con Bat for Lashes) y para la banda sonora de True Blood (HBO Original Series Soundtrack, Vol. 2), con "Bad Blood". También ha colaborado en las canciones para la banda sonora de la película Scott Pilgrim vs. The World, que fue lanzada en agosto de 2010. Dos de las canciones que Beck escribió específicamente para la película apareciéron en el theatrical trailer.
En 2011, colaboró con Seu Jorge en una pista titulada "Tropicália (Mario C. 2011 Remix)" para el más reciente álbum de Red Hot Organization, Red Hot+Rio 2. El álbum es un seguimiento del de 1996 Red Hot + Rio. Las ganancias de las ventas serán donados a crear conciencia y fondos para luchar contra el sida / VIH, la salud y asuntos sociales. Él también contribuyó en la canción "Attracted to Us" en Turtleneck & Chain, álbum de la banda The Lonely Island.
También en 2011, Beck produjo el álbum solista de Thurston Moore de Sonic Youth llamado Demolished Thoughts. Un álbum que produjo para Stephen Malkmus and the Jicks, Mirror Traffic, fue lanzado en agosto de 2011.
Beck ha contribuido tres nuevas canciones—"Cities", "Touch the People", y "Spiral Staircase"—para el videojuego de PlayStation 3 y PlayStation Vita Sound Shapes, lanzado el 7 de agosto de 2012. También colaboró en dos canciones ("Silk Pillow" y "Bronchitis") de Royalty, mixtape del artista Childish Gambino.
En 2014, Beck colaboró con la cantante Sia en la canción "Moonquake Lake", que aparece en la banda sonora de la película Annie de 2014.
En 2021, colaboró con Paul McCartney para una nueva versión de Find my way

## Vida personal
Desde 1991 hasta 2000, Beck tuvo una relación con la diseñadora Leigh Limon. Su separación se dice que fue la inspiración para su álbum de 2002, Sea Change; escribió la mayoría de las canciones para el álbum en una semana después de la ruptura. Beck se casó con la actriz Marissa Ribisi, hermana gemela del actor Giovanni Ribisi, en abril de 2004, poco antes del nacimiento de su hijo, Cosimo Henri. Ribisi dio a luz a su hija, Tuesday, en 2007. Pronto después se divorciarían en 2019.

### Cienciología
Beck ha participado en la Cienciología durante la mayor parte de su vida; su esposa, Marissa, es también una ciencióloga de segunda generación. Marissa y su hermano gemelo, Giovanni, fueron entregados por la madre de Beck, Bibbe. Beck reconoció públicamente su afiliación con la Cienciología por primera vez en una entrevista publicada en la revista The New York Times el 6 de marzo de 2005. Además, la confirmación llegó en una entrevista con la revista Sunday Tribune el 11 de junio de 2005, donde dijo: "Sí, soy cienciólogo. Mi padre ha sido cienciólogo durante aproximadamente 35 años, entonces crecí en y alrededor de ello".

- Pregunta: Tú dijiste que perteneces a la Cienciología y que también eres judío. ¿Cómo influye la religión en tu forma de hacer música?

Beck: No lo sé, supongo que en un sentido son cosas separadas... Pero no, porque lo que a uno lo influye es vivir la vida. Cuando escribo una canción, la música es sólo música, es parte de una tradición: estoy contribuyendo a un sonido que se está haciendo desde hace cientos de miles de años. Y lo que lo influye son Bo Diddley, Mozart, la música tribal africana... Todo lo que es parte de ese sonido. Lo que pasa en mi música es que en parte es lo que tengo adentro, cómo veo algo o lo que quiero decir sobre un tema, pero también es simplemente hacer arte. Y eso es misterioso y nadie sabe de dónde viene. Definitivamente, cuando era chico me influyó mucho la imaginería religiosa del blues del delta del Misisipi. Canciones como las de Skip James y Son House, esos viejos bluseros, son tan ancestrales... El rock and roll viene de la música de las iglesias, del gospel sureño, así que ese sentimiento está ahí: puedes ponerle un nombre o decir que sale de cierta fuente, pero está ahí. De todos modos, nunca me siento metódicamente a escribir sobre mis creencias. Quiero decir, crecí celebrando la Pascua judía, pero nunca me senté a escribir sobre eso. Nunca se me ocurrió. Y la Cienciología no está basada en la fe, no hay nada a qué adorar, sino que es como un cuerpo de conocimiento, algo más intelectual basado en cómo funcionan las cosas. Es académico, no un misticismo. En cierto sentido, la música es nuestra conexión con eso, porque vivimos en un mundo tan estructurado y plástico que no hay real conexión con nada más alto o misterioso. La música es como nuestro último vínculo con la “otredad”, la parte de nosotros que no podemos explicar: puedes llamarla espiritualidad o como se te ocurra. Aunque, sinceramente, ¡prefiero no ponerme tan metafísico!.
Beck Hansen

El 22 de noviembre de 2019, en una entrevista para un medio australiano, Beck declaró no formar parte de la iglesia de la cienciología.

## Apariciones en los medios
El musical punk rock de 1986 llamado Population: 1 cuenta con un joven Beck en un papel pequeño junto a Tomata du Plenty de The Screamers. Beck también apareció en Southlander (2001), una película americana independiente por parte de Steve Hanft y Ross Harris. 
Beck se ha presentado en Saturday Night Live en seis ocasiones, estos espectáculos fueron recibidos por Kevin Spacey, Bill Paxton, Christina Ricci, Jennifer Garner, Tom Brady y Hugh Laurie. Durante su desempeño en 2006 en el episodio de Hugh Laurie, Beck fue acompañado por los muñecos que habían sido utilizados en el escenario durante su gira mundial. Ha hecho dos apariciones como a sí mismo en Saturday Night Live: una en un sketch sobre la marihuana medicinal, y uno en una parodia del programa Behind the Music de VH1, que incluía "Fat Albert & the Gang Junkyard".
Beck prestó su voz interpretándose a sí mismo en la serie de Matt Groening, Futurama, en el episodio "Bendin' in the Wind". También hizo una breve aparición en el episodio "Grift of the Magi", de la serie animada The Simpsons.
Él apareció en el episodio 11 de la cuarta temporada de The Larry Sanders Show, en la que el personaje del productor Artie (Rip Torn) se refirió a Beck como un "hillbilly del espacio exterior". Él también hizo una aparición muy breve con su voz en el largometraje de dibujos animados del año 1998, The Rugrats Movie, y también como estrella invitada como sí mismo en un episodio de 1997 del programa Fantasma del Espacio de costa a costa, titulado "Edelweiss".
Beck también ha hecho una aparición en el programa de Adult Swim Mission Hill. Aceptando un premio, Beck aparece en el escenario con la nueva tendencia de los "pantalones picantes". En consecuencia, el personaje principal comienza a tirar todos sus álbumes de "Beck" por la ventana.
En un episodio de Celebrity Deathmatch, Beck lucha contra la cantante Björk en una "batalla para ser el mejor músico con monosílabos de todos los tiempos", que terminó con los dos muertos por Bach, quien apareció a través de una máquina del tiempo.
El 22 de enero de 2010, Beck apareció en el último show de The Tonight Show with Conan O'Brien como guitarrista backup de Will Ferrell, interpretando la canción "Free Bird" de Lynyrd Skynyrd, junto al guitarrista de ZZ Top Billy Gibbons, Ben Harper, y O'Brien en guitarra.
El 1 de marzo de 2014, Beck fue el invitado musical en un episodio de Saturday Night Live organizado por Jim Parsons.

## Discografía
Álbumes de estudio
- 1993: Golden Feelings
- 1994: Stereopathetic Soulmanure
- 1994: Mellow Gold
- 1994: One Foot in the Grave
- 1996: Odelay
- 1998: Mutations
- 1999: Midnite Vultures
- 2002: Sea Change
- 2005: Guero
- 2006: The Information
- 2008: Modern Guilt
- 2014: Morning Phase
- 2017: Colors
- 2019: Hyperspace